# Tempovision Remixes
 (mars 2024).
Si vous disposez d'ouvrages ou d'articles de référence ou si vous connaissez des sites web de qualité traitant du thème abordé ici, merci de compléter l'article en donnant les références utiles à sa vérifiabilité et en les liant à la section « Notes et références ».
Albums de Étienne de Crécy
Tempovision
(2000) Super Discount 2
(2004)
Tempovision Remixes est un album de remixes des morceaux de l'album Tempovision d'Étienne de Crécy. Une version avec un DVD bonus contenant les trois clips réalisés par Geoffroy de Crécy (Am I Wrong, Scratched et Tempovision). 

## Liste des morceaux
| 1.    | Relax (Tempovision Tour Mix)                         | 7:00 |
| 2.    | Out Of My Hands (Dj Mehdi Remix)                     | 4:43 |
| 3.    | Am I Wrong (Mooloodjee Remix)                        | 6:01 |
| 4.    | Noname (Alex Gopher Wuz Remix)                       | 5:48 |
| 5.    | When Jack Met Jill (Play Paul "Bangin' Da Head" Mix) | 3:54 |
| 6.    | Tempovision (Radio Edit)                             | 3:24 |
| 7.    | Scratched (Demon Remix)                              | 6:26 |
| 8.    | 3 Day Weekend (Sébastien Léger "Last Resort" Mix)    | 6:30 |
| 9.    | Rythm & Beat (Les Diamantaires & Kool G Remix)       | 5:02 |
| 10.   | Hold The Line (Jamie Lewis "Universal Funk" Mix)     | 7:32 |
| 56:20 |                                                      |      |